# Lennart Torstenson
Lennart Torstenson (Forstena, Västergötland tartomány, 1603. augusztus 17. – Stockholm, 1651. április 7.) Ortala grófja, svéd tábornok, hadmérnök.

## Életútja
Mint 15 éves gyermek került Gusztáv Adolf udvarába, akinek oldala mellett kora egyik legjelesebb hadvezérévé képezte ki magát. Gusztáv Adolf németországi hadjáratában mint a svéd testőrség kapitánya vett részt. 1632-ben Wallenstein nürnbergi táborának ostrománál fogságba esett, de csakhamar kiváltatott. Gusztáv Adolf király halála után Weimari Bernát és Banér hadseregében szolgált és Banér halála után 1642-ben a németországi svéd hadsereg parancsnokává nevezték ki, mely állásban, bár köszvénye miatt széken hordozták serege után, nagy sikereket ért el.
1642 májusában Sziléziába tört, elfoglalta Glogaut és Schweidnitzet; innen Morvaországba nyomult és elfoglalta Olmützöt. Ekkor azonban a császári hadak elől kénytelen volt visszavonulni Szászországba, ahol 1642. november 2-án Breitenfeldnél a Piccolomini és Lipót Vilmos főherceg által vezetett császári hadsereg fölött fényes diadalt aratott. E diadal megnyitotta előtte Lipcse kapuit, ahonnan azután az Odera melletti Frankfurtba sietett, ahol csapatait megerősítette és kiegészítette.
Követei által már ebben az időben is I. Rákóczi György erdélyi fejedelemhez fordult, akivel szövetkezni szeretett volna. Az volt a terv, hogy Torstenson Morvaországba indul és Szenc vagy Trencsén táján egyesül majd Rákóczi csapataival. Torstenson el is indult Morvaországba és Olmützöt hatalmába kerítette; az egyesülésből azonban semmi sem lett. Az aggodalmas Rákóczi ugyanis egyre halogatta elindulását, Torstenson pedig 1643 decemberében azt a hírt kapta, hogy a svédek diadalára féltékeny Dánia hadat üzent Svédországnak. Erre a hírre válaszként sietve Holsteinbe vonult, melyet Jyllanddal együtt a dánoktól elfoglalt. A dánok legyőzése után pedig ugyanily gyorsasággal megint Ausztriába sietett és Jankau mellett 1645. március 6-án a császáriakat újra fényesen legyőzte. Erre a morva-magyar határra vonult és Rákóczira várakozott. Ez ugyan a Croissy francia követtel Munkácson kötött szövetség értelmében már közelgett, de nem kapott a jankaui diadalról hiteles értesítést és ezért nem lépte át a határt.
Torstenson akkor magában járta be Morvaországot és Alsó-Ausztriát egészen Bécsig, melynek Duna-hídját felégette. Hogy pedig Morvaország birtokát véglegesen biztosítsa, Brünnt és fellegvárát, a Spielberget kezdte ostromolni. Ekkor már Rákóczi György és hada is megérkezett és kétszeres erővel folyt az ostrom. De a várőrség és a polgárság derekasan ellenállt, a táborban pestis dühöngött és elvégre Rákóczi György (a császári követ által megvesztegetett nagyvezír parancsára) az ostrommal felhagyott, visszavonult és a császárral fegyverszünetet kötött. Torstenson rettenetesen bosszankodott szövetségesének eltávozásán, de azt megakadályozni nem tudta. Ezután nemsokára maga is felhagyott az ostrommal és Csehországba vonult vissza. E hadjárat után mindinkább súlyosbodó betegsége miatt letette a fővezérletet. Fényes érdemeiért Krisztina királynő Ortala gróffá nevezte ki.